# Ian Mork
Ian Mork, né en 1972 à Wichita au Kansas, est un footballeur américain, reconverti en entraîneur de soccer. Il est le sélectionneur de l'équipe du Belize.

## Biographie

### Entraîneur
Il a dirigé la sélection bélizienne lors de la Gold Cup 2013 dans le groupe C. Durant la compétition, le Belize ne put empêcher trois défaites de suite, 1-6 face aux États-Unis, 0-1 face au Costa Rica et 0-4 contre Cuba, finissant bon dernier du classement général.

## Statistiques

### Statistiques d'entraîneur
Le tableau suivant récapitule les statistiques de Ian Mork durant ses mandats de sélectionneur de l'équipe du Belize.
| Saison | Équipe           | Matchs | Victoires | Nuls | Défaites | Vic.% | Nul.% | Déf.% |
| 2008   | Équipe du Belize | 4      | 0         | 1    | 3        | 0 %   | 25 %  | 75 %  |
| 2013   | Équipe du Belize | 4      | 0         | 1    | 3        | 0 %   | 25 %  | 75 %  |